# Xylophanes jamaicensis
Xylophanes jamaicensis là một loài bướm đêm thuộc họ Sphingidae. Nó được tìm thấy ở Jamaica.
Nó gần giống loài Xylophanes porcus porcus, nhưng cánh trước ngắn hơn và rông hơn.
Ấu trùng có thể ăn các loài Rubiaceae và Malvaceae.